# Св. св. Кирил и Методий (Блатец)
Вижте пояснителната страница за други значения на Св. св. Кирил и Методий.
„Св. св. Кирил и Методий“ е православна църква в сливенското село Блатец, България.
Храмът е построен през 1872 година като кръстокуполна базилика в село Исерлий (името на Блатец до 1934 година) от неизвестни майстори. Изографисан е от тайфата на дебърския майстор Нестор Траянов. Осветен е от митрополит Серафим Сливенски.  
Първият свещеник по документи в храма,според книгата на д-р Симеонтабаков,,Опит за история на град Сливен " ,  е Иван Петров, който е бил и пръв учител в селото от 1860 до 1872 година. 
Храмовият празник е на 11 май по Новоюлианския календар или на 24 май по Юлианския.
През периода 2013- 2019 храмът е ремонтиран с дарения на православни християни и средства от дирекция „Вероизповедания“.